# Riktikvarnträsket
Riktikvarnträsket är en sjö i Bodens kommun i Norrbotten och ingår i Vitåns huvudavrinningsområde.